# 나가토나가사와역
나가토나가사와역(일본어: 長門長沢駅)은 일본 야마구치현 우베시에 위치한 서일본 여객철도 오노다 선의 철도역이다. 단선 승강장 1면 1선의 구조를 갖춘 지상역이다.

## 이용 현황
| 승차 인원 추이 | 승차 인원 추이 |
| 연도           | 1일 평균       |
| -------------- | -------------- |
| 1999           | 58             |
| 2000           | 59             |
| 2001           | 51             |
| 2002           | 45             |
| 2003           | 38             |
| 2004           | 32             |
| 2005           | 32             |
| 2006           | 29             |
| 2007           | 25             |
| 2008           | 22             |
| 2009           | 24             |
| 2010           | 19             |
| 2011           | 22             |
| 2012           | 21             |
| 2013           | 15             |
| 2014           | 11             |

## 역 주변
- 산요오노다 시립 야마구치 토쿄 요리 대학

## 역사
- 1929년 5월 16일 : 우베 전기 철도가 오키노야마큐코 (후의 우베코 역) - 이노 - 스즈메다 - 신오키노야마 간에 개업했던 때에, 나가사와 정류장으로서 개업.
- 1940년 3월 5일 : 허가, 정거장으로 변경. 나가사와 역으로 개칭.
- 1941년 11월 29일 : 우베 전기 철도가 우베 철도로 합병해, 이 회사의 역이 됨.
- 1943년 5월 1일 : 우베 철도 국유화. 국유 철도 우베사이 선의 역이 됨. 동시에 나가토나가사와역으로 개칭.
- 1948년 2월 1일 : 우베사이 선이 오노다 선으로 개칭되어, 이 역도 그 소속으로 함.
- 1987년 4월 1일 : 일본국유철도 분할 민영화에 의해, 서일본 여객철도가 승계.

## 인접 역
| 서일본 여객철도 오노다 선       | 서일본 여객철도 오노다 선 | 서일본 여객철도 오노다 선       |
| ------------------------------- | ------------------------- | ------------------------------- |
| 쓰마자키 이노 · 우베신카와 방면 | ■ 오노다 선               | 스즈메다 스즈메다 · 오노다 방면 |